# Kasr Billizma
Kasr Billizma (ar. قصر بلزمة, fr. Ksar Bellezma) – miasto w północnej Algierii, w prowincji Batina.